# Wat Rajbopit
Chùa Ngọc Trai hay Wat Ratchabophit (Vát Lát-cha-bo-bít), tên đầy đủ là Wat Ratchabophit Sathitmahasimaram Ratchaworawihan (tiếng Thái: วัดราชบพิธสถิตมหาสีมารามราชวรวิหาร, phiên âm: Vát Lát-cha-bo-bít Xa-thít-ma-ha-xi-ma-lam Lát-cha-vo-la-vi-han) là một ngôi chùa nằm ở phía Nam của Wat Suthat, thuộc quận Phra Nakhon, Bangkok. Ngôi chùa này được xây dựng vào thời vua Rama V (1868-1910). Đây chính là điểm tham quan hấp dẫn của Bangkok cạnh Wat Suthat.

## Miêu tả
Điểm nổi bật nhất của công trình này chính là những khảm sành sứ 5 màu được khảm trên tháp đựng hài cốt chính. Kiến trúc của gian thờ chính mang phong cách Thái, còn phần trang trí nội thất lại có hơi hướng chịu ảnh hưởng của trường phái Châu Âu với một số chi tiết Gô-tích. Đặc biệt nhất và ấn tượng nhất vẫn là những mảng khảm trai trang nhã và những bức phù điêu tinh tế trên các tấm cửa sổ và cửa ra vào của gian thờ chính.

## Giờ tham quan
Ngôi đền mở cửa hàng ngày từ 8 giờ sáng đến 5 giờ chiều và hoàn toàn miễn phí.

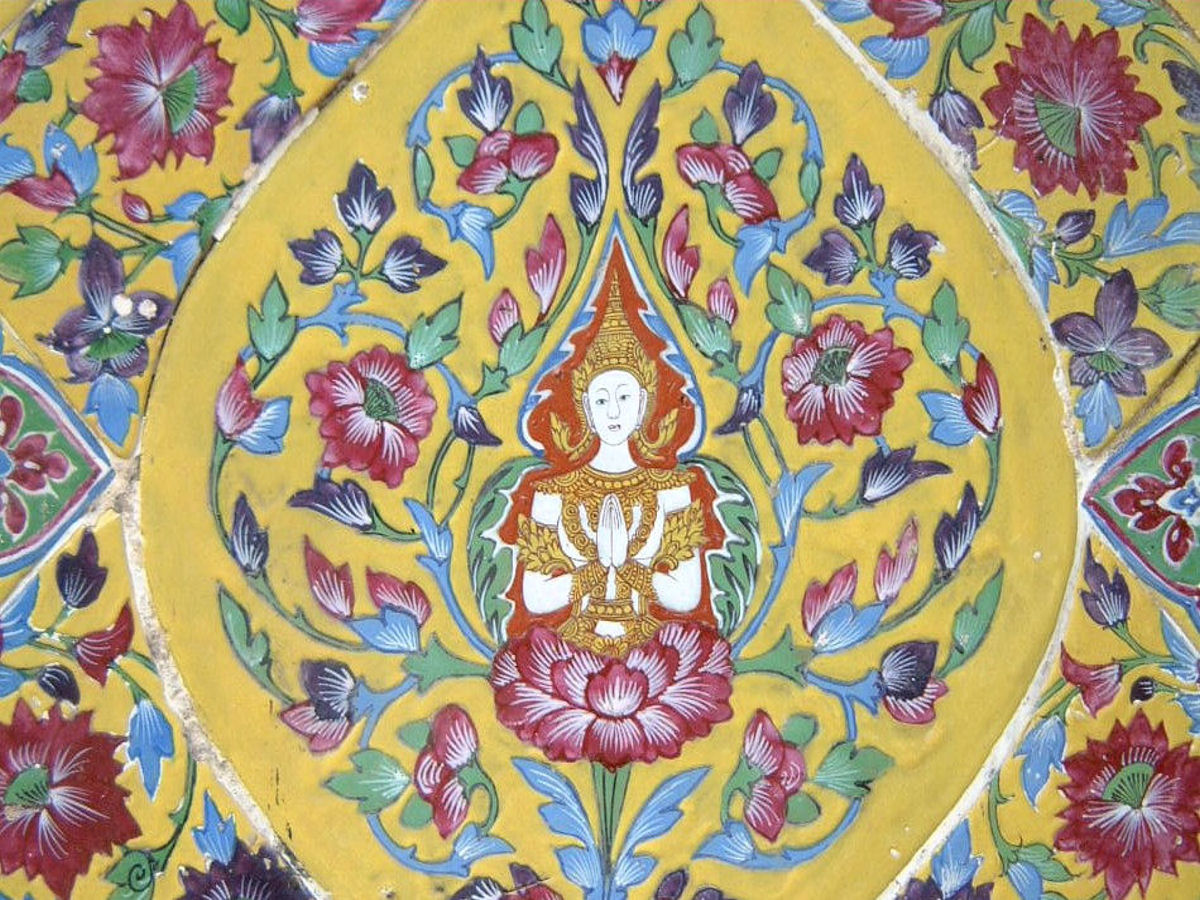
Khảm sành sứ tuyệt đẹp của chùa